# Amata borneogena
Amata borneogena är en fjärilsart som beskrevs av Obraztsov 1955. Amata borneogena ingår i släktet Amata och familjen björnspinnare. Inga underarter finns listade i Catalogue of Life.